# THE KIDS (札幌のバンド)
THE KIDS（ザ・キッズ）は1983年に札幌で結成されたスリーピース・アマチュア・ロック・バンド。

## メンバー
SOMA（ギター・ボーカル）
AKIRA（ドラム）
IWAMA（ベース）

## 概要
THE KIDSは1983年に札幌で結成されたスリーピース・ロック・バンド。楽曲は全てオリジナルであり、歌詞は社会のひずみや見えない壁、都会の虚構やそこで生きていくための葛藤が表わされている。絶頂期であった1989年の朝日新聞の北海道版では『ロックバンド「キッズ」のライブが、ススキノのジャズ専門のライブハウスを貸切にして行われた。自主製作のカセットテープ「ラット・パトロール」の録音直後だけに、音楽的完成度も高く、ボーカルが飛び跳ねたり、動き回ったりするのだが、実に自然で気持ちよかった。（略）この「キッズ」アマチュアバンドの中では最高位にランクされる。ボーカルに声量と正確さが加われば、プロでも一級品として通用する。紙一重といった状態だ』との記事が掲載されている。
ライブ活動にも重点を置き、studio9（旭川）、アミダ様（苫小牧）、ワイオミング（千歳）、gee、BESSIE HALL、カウンターアクション、KRAPSHALL、ペニーレイン（いずれも札幌）といったライブハウスや他に帯広・小樽・滝川でも活動を行った。
2007年、大通公園での札幌シティジャズフェスティバル出演を最後に活動を休止したが2018年にホームページが新設され活動再開が宣言された。

## 略歴
1983年、札幌で結成。同年、1st Tape『We Are THE KIDS』を発表・発売。
1984年、2nd Tape 『FANCADERICK KIDS』を発表・発売。
1985年、3rd Tape 『Stage Act KIDS(LIVE)』を発表・発売。同年、駅裏8号倉庫で『Street Combat LIVE』を開催。翌1986年にかけ駅裏8号倉庫・Puffで『A Broken Hearts Nights Tour '85-86』を開催。
1987年、4th Tape 『Grab the Future...』を発表・発売。
1989年、5th Tape 『RAT PATROL』を発表・発売。
2007年、活動休止。
2018年　活動再開。
※いずれのテープも自主製作・自主発売作品